# Jacek Pelc
Jacek Pelc (ur. 12 grudnia 1959 w Bydgoszczy) – polski muzyk jazzowy.
Syn Zdzisława i Barbary. Ukończył klasę perkusji Państwowego Liceum Muzycznego w Bydgoszczy (1978), gdzie jego pedagogiem był Mirosław Żyta oraz Wydział Jazzu i Muzyki Rozrywkowej Akademii Muzycznej w Katowicach (1982). Grał już jako student w zespole „Extra Ball” Jarosława Śmietany, uczestniczył w trasach koncertowych, także za granicą. Na festiwalu Opole-81 grał w orkiestrze Polskiego Radia pod dyrekcją Edwarda Spyrki. Wchodził w skład Big Bandu Katowice, towarzysząc Andrzejowi Rosiewiczowi. Przez szereg lat ściśle współpracował z Jarosławem Śmietaną.
Na początku lat 90. zamieszkał w Bydgoszczy, gdzie założył własny zespół „City Jazz Trio”. Razem z bydgoskimi muzykami: Krzysztofem Herdzinem (piano) i Grzegorzem Nadolnym (bas) dokonywał archiwalnych nagrań dla radiowej „Trójki”, wydał płytę „Jacek Pelc City Jazz”, uczestniczył w koncertach i festiwalach w Polsce i Niemczech. Zaczął coraz więcej komponować i aranżować. Zajmował się także publicystyką muzyczną, a w komercyjnych bydgoskich rozgłośniach radiowych prowadził cotygodniowe audycje o jazzie. Pod koniec lat 90. jego partnerem na estradzie koncertowej został bydgoski gitarzysta, kompozytor i pedagog – Piotr Olszewski.
Jest jednym z najbardziej twórczych polskich jazzmanów. Współpracował m.in. z: Jarosławem Śmietaną, Zbigniewem Namysłowskim, Milanem Svobodą, Janem Ptaszynem Wróblewskim. Nagrał wiele płyt, w tym kilka autorskich. Znany jest jako aranżer i kompozytor. W 2022 opublikował książkę „Jazz w Oparach PRL z Jarkiem Śmietaną w Trasie” (JPB 01; ISBN 978-83-67625-00-5)

## Przegląd chronologiczny
1978–1982 – liczne koncerty estradowe, festiwalowe, klubowe i częste nagrania radiowe z akademickim Big-bandem (m.in. dłuższa współpraca z Andrzejem Rosiewiczem), koncerty klubowe ze Stanisławem Sojką, oraz z Kwintetem Jerzego Główczewskiego (pierwsze nagranie archiwalne dla Programu III Polskiego Radia z koncertu w klubie Pod Jaszczurami – Kraków), wreszcie angaż na stanowisko perkusisty u Jarka Śmietany w grupie Extra Ball – początek intensywnej pracy w trasach koncertowych i udział w nagraniu płyty „Mosquito” z gościnnym udziałem Jana „Ptaszyna” Wróblewskiego.
1983–1985 – w ramach działalności grupy Extra Ball współpraca z Andrzejem Zauchą (obejmująca też archiwalne nagrania radiowe), udział w polskich i europejskich festiwalach jazzowych (Jazz Nad Odra, Jazz Jamboree, North Sea Jazz Festival, Umbria Jazz, Jazz Ost/West i inne.). Występy z formacjami Jarka Śmietany (m.in. Symphonic Sound Orchestra) i plejadą polskich i zagranicznych artystów jazzowych Z. Namysłowski, H. Majewski. H. Miśkiewicz, T. Szukalski, Freddie Hubbard i inni). Nagrania płytowe (patrz: dyskografia). Skromny debiut kompozytorski – utwór „Scandinavian Song” znalazł się na płycie J. Śmietana „From One to Four”.
Wrzesień 1985 – sierpień 1986 – rok intensywnej współpracy z grupą Namysłowski / Śmietana Band na estradach polskich i w kilkunastu krajach Europy (liczne trasy koncertowe, festiwalowe, nagrania dla radiowej Trójki). Koncerty i nagranie płyty dla wytwórni Supraphon z formacją Czech – Polish Leaders Big Band pod dyrekcją Milana Svobody.
1986–1991 współpraca z formacjami: Sounds, Polish Jazz Stars Jarka Śmietany, koncerty klubowe i festiwalowe w Polsce, Niemczech, Holandii, Turcji, Indiach, Francji (z udziałem m.in. Anny Jurksztowicz, Krzesimira Dębskiego Andrzeja Jagodzińskiego, Piotra Barona, Janusza Szprota). Ponadto w latach 1982–1990 regularny udział w roli wykładowcy w warsztatach muzycznych w Chodzieży, Margoninie, Puławach, Brzozowie, Bilkent University w Ankarze (Turcja).
1992–1995 – koncerty, nagrania radiowe i płytowe z własną formacją City Jazz Trio z udziałem Krzysztofa Herdzina – p i Grzegorza Nadolnego – b, współpraca z kwartetem Jana Ptaszyna Wróblewskiego.
1995–1999 – współpraca z muzykami niemieckimi, czeskimi i słowackimi w formacjach własnych i gościnnie (zespoły J. Pelc International Jazz Quintet, Adderley Memorial Band, Dirk Engelhardt East to West i inne), nagrania płytowe (patrz dyskografia), występy klubowe i na festiwalach (Niemcy, Czechy, Polska, Słowacja). Gościnne występy z legendarnym czeskim bigbandem Gustav Brom Orchestra (Gustav Brom) (m.in. praska Lucerna). Współpraca redaktorska z magazynem Jazz Forum (recenzje płytowe, felietony).
1999–2003 – założenie własnej formacji Electric Trio z udziałem gitarzysty Piotra Olszewskiego oraz basisty Grzegorza Nadolnego, koncerty i nagrania płytowe (Electric Trio, Unia, GuDrumBa). Częste występy w klubie i kwartecie Janusza Muniaka w Krakowie. Równolegle 2001 – 2008 początek regularnej współpracy artystycznej z formacjami Leszka Kułakowskiego (od tria do orkiestry symfonicznej). Koncerty i festiwale z udziałem artystów (m.in. Eddie Henderson'a tp., Ed Schuller'a b., Brad Terry’ego kl., klasyczna wokalistka Olga Szwajgier), nagrania płytowe (patrz dyskografia).
2005–2008 – nagrana we własnym studio (BUMS) tytułowa kompozycja z płyty GuDrumBa znalazła się na dwupłytowej składance The Best of Polish Jazz 2005 oraz trafiła w formie zapisu nutowego na łamy książki European Real Book wydanej rok później w USA przez wydawnictwo Sher Music Co. i dystrybuowanej globalnie. Kompozycja Hurly Burly została zarejestrowana na płycie pt. Out Point Lutra Lutra nagranej i wydanej w Niemczech. W międzyczasie ukazała się płyta Jarka Śmietany „Story of Polish Jazz” z tytułowym hitem, którego tekst napisał Pelc wspólnie ze Śmietaną. Kontynuacja działalności Electric Trio i tworzenie okazjonalnych formacji z gościnnym udziałem Z. Namysłowskiego, J. Śmietany, oraz innych wybitnych artystów polskiej sceny jazzowej. Coroczny udział od 1997 w roli wykładowcy klasy perkusji w Warsztatach Gitarowych w Gdyni oraz koncerty z udziałem m.in. Krzysztofa Ścierańskiego, Marka Napiórkowskiego i Doroty Miśkiewicz. Współpraca redaktorska z magazynem Gitara i Bas + Bębny, a od 2006 przyjęcie stanowiska i obowiązków redaktora naczelnego czasopisma TopDrummer (w tej roli udział m.in. w muzycznych targach NAMM w USA 2007 i 2009, Musikmesse we Frankfurcie 2006 – 7 – 8 – 9, Music Media w Krakowie 2006, 2007, 2008).
2008 – założenie mini formacji GuDrumBa Duet z udziałem perkusisty Marcina Jahra – oferty artystycznej skierowanej do rynku i audytorium perkusyjnego (koncerty na festiwalach: Bydgoskie Drums Fuzje 2008 i Krakowski Festiwal Perkusyjny „Źródła i Inspiracje” 2009). Koncerty z Justyną Bacz promujące płytę „Brassens Mon Amour”.
2009 – udział w roli solisty w Festiwalu Prapremier w zespole Leszek Kułakowski Ensemble Piccolo i NOSPR (Narodowa Orkiestra Symfoniczna Polskiego Radia) w Katowicach – zarejestrowany przez Polskie Radio. Sesja płytowa z muzyką J.S Bacha w trio z gitarzystą Piotrem Olszewskim.

## Dyskografia
- Extra Ball – „Mosquito” (Poljazz PSJ 104)
- Extra Ball – „Akumula-Torres” (Poljazz PSJ 127)
- Jarek Śmietana – „Talking Guitar” (Muza SX 2197))
- Jarek Śmietana – „From One to Four” (Poljazz PSJ 191)
- Jarek Śmietana – „Sounds and Colours” Polish Jazz vol. 73 (Muza SX 2537)
- Jarek Śmietana – „Sounds Colors” (Wipe CD7080)
- Jarek Śmietana – „Touch of Touch” (Muza SX 2746)
- Jarek Śmietana – „Logic Animal” (Starling S 5007 MC)
- Jarek Śmietana – „Polish Jazz vol. 15” (Polskie Nagrania PNCD 038)
- Wojciech Groborz Trio Wojtka Groborza – „After Action” (Poljazz PSJ 187)
- Milan Svoboda – „Czech – Polish Leaders Big Band” (Supraphon)
- Katarzyna Żak – Młynarski Jazz
- Jacek Pelc – „City Jazz” (GoWi Records CDG)
- Jacek Pelc – „Electric Trio” (Polonia Records)
- Jarek Śmietana – „Story of Polish Jazz”
- Jacek Pelc / Piotr Olszewski – „Unia” (CJR 01)
- Jacek Pelc – „GuDrumBa” (CJR 02)
- Jarek Śmietana „Extra Cream” – sampler (Jazz Forum CD 016)
- Tomek Kamiński – Jaśmin (TK003) 2003
- Dirk Engelhardt – East to West (CD; YVP 3116) 2003
- The Best of Polish Jazz 2005 (Polish Jazz Network)
- Jarek Śmietana – Talking Guitar (reedycja CD)
- Leszek Kułakowski Quartet Modern – „Slap & Carres”
- Justyna Bacz – „Brassens Mon Amour”
- Olszewski Bach Trio 2009
- Jacek Pelc Band: „On The Road” (JPR 006)
- Jacek Pelc City Jazz Trio: „Live Interactions” (JPR 007)
- Leszek Żądło: „Komeda Wygnanie z Raju” (Fur Tune 0140 089)
- Leszek Kułakowski Quartet feat: Eddie Henderson: „Cantabile in G minor” (mpj 004)
- Leszek Kułakowski: „Sketches for Jazz Trio & Symphony Orchestra (DUX 0387)
- Krzysztof Puma Piasecki "Jazz & Rock Standards" (Soliton 1458DD)

## Alfabetyczny indeks artystów z którymi współpracował Jacek Pelc
- Peter Adamkovic – pianista, kompozytor
- Adderley Memorial Band (Uli Orth)
- Justyna Bacz – wokalistka (Brassens Mon Amour)
- Michał Barański – kontrabasista (Zbigniew Namysłowski)
- Piotr Baron – saksofonista tenorowy, saksofonista sopranowy, kompozytor (Sounds)
- Pepe Berns – kontrabasista (Dirk Engelhardt)
- Big Band Katowice (Zbigniew Kalemba, Jerzy Jarosik, Andrzej Zubek)
- Gustav Brom Orchestra
- Dominik Bukowski – wibrafonista
- Jan Cichy – gitarzysta basowy (Namysłowski / Śmietana Band)
- City Jazz Trio (Jacek Pelc)
- Antoni Dębski – kontrabasista (Extra Ball, Sounds, Polish Jazz Stars)
- Krzesimir Dębski – skrzypek
- Przemek Dyakowski – saksofonista tenorowy
- Electric Trio (Jacek Pelc)
- Dirk Engelhardt – saksofonista tenorowy, kompozytor (East To West Quartet)
- East to West Quartet (Dirk Engelhardt)
- Extra Ball (Jarek Śmietana)
- Mario „Gapa” Garbera – saksofonista altowy, kompozytor (Funkadelic Army)
- Jerzy Główczewski (Quintet) – saksofonista altowy
- Wojciech Groborz – pianista, kompozytor (After Action, Big Band Kraków)
- Janusz Grzywacz – syntezatory
- GuDrumBa Duet (Jacek Pelc / Marcin Jahr)
- Alex Harvat – gitarzysta basowy (CZ – PL BigBand)
- Eddie Henderson – trębacz, grający też na skrzydłówce
- Krzysztof Herdzin – pianista, kompozytor, aranżer (City Jazz Trio)
- Freddie Hubbard (Big Band Kraków)
- Andrzej Jagodziński – pianista (Polish Jazz Stars)
- Marcin Jahr – perkusista (GuDrumBa Duet)
- Anna Jantar – wokalistka (Radio Katowice, Tonpress)
- Sławek Jaskułke – pianista (Namysłowski Quartet)
- Jazz Band Ball Orchestra (klub Pod Jaszczurami)
- Anna Jurksztowicz – wokalistka
- Tomek Kamiński – wokalista (scena chrześcijańska)
- Adam Kawończyk – trębacz (Extra Ball)
- Antoni Kopff – pianista, kompozytor, aranżer (Anna Jantar, Stanisław Sojka, Radio Katowice, Tonpress))
- Leszek Kułakowski – pianista, kompozytor
- Piotr Kułakowski – kontrabasista
- Tomasz Kupiec – kontrabasista (City Jazz, Jarek Śmietana)
- Detlef Landeck – puzonista, kompozytor (Adderley Memorial Band, International Jazz Quintet)
- Piotr Lemańczyk – kontrabasista, gitarzysta basowy
- Marc (Marque) Loewenthal – pianista (East To West)
- Janusz „Macek” Mackiewicz – kontrabasista
- Henryk Majewski – trębacz (Polish Jazz Stars)
- Robert Majewski – trębacz
- Martin Marincak – kontrabasista
- Stepan Markovic – saksofonista tenorowy, saksofonista sopranowy (Gustav Brom BigBand, Olszewski/Markowic Quartet)
- Joachim Mencel – pianista (Janusz Muniak)
- Marek Michalak – puzonista
- Krzysztof Misiak – gitarzysta
- Dorota Miśkiewicz – wokalistka
- Henryk Miśkiewicz – saksofonista altowy (Polish Jazz Stars)
- Janusz Muniak – saksofonista tenorowy (Quartet)
- Grzegorz Nadolny – kontrabasista, gitarzysta basowy (City Jazz Trio, Electric Trio, Jan Wróblewski Quartet, Adderley Memorial Band, International Jazz Quintet, East To West Quartet, Brassens Mon Amour, Tomasz Kamiński i inne)
- Piotr Nadolski – trębacz
- Zbigniew Namysłowski – saksofonista altowy, saksofonista sopranowy, kompozytor
- Namysłowski / Śmietana Band (Namysłowski / Śmietana / Cichy / Pelc)
- Marek Napiórkowski – gitarzysta
- Robert Obcowski – pianista (Extra Ball)
- Andrzej Olejniczak – saksofonista tenorowy
- Piotr Olszewski – gitarzysta, kompozytor (Electric Trio, Justyna Bacz, Trio Bach)
- Wojciech Olszewski – pianista, aranżer
- Uli Orth – saksofonista altowy
- Jan Pilch – perkusista (Logic Animal)
- Polish Jazz Stars (Jarek Śmietana)
- Piotr Prońko – saksofonista barytonowy, saksofonista altowy
- Wojciech Prońko – gitarzysta basowy
- Krzysztof „Puma” Piasecki – gitarzysta, kompozytor
- Bill Ramsey – wokalista
- Andrzej Rosiewicz (Big Band Katowice – Zbigniew Kalemba)
- Andrzej Rusek – gitarzysta basowy (Puma Quartet)
- Michael Sagmeister – gitarzysta (Gitarowy Top)
- Lubo Samo – skrzypek
- Ed Schuller – kontrabasista (East To West i inne)
- Maciej Sikała – saksofonista tenorowy
- Stanisław Sojka – wokalista
- Sounds (Jarosław Śmietana)
- Bernard Spyrka Orchestra (Festiwal Piosenki Polskiej – Opole `1980)
- Janusz Szprot – pianista (Polish Jazz Stars)
- Milan Svoboda(Czech – Polish Leaders Big Band)
- Symphonic Sound Orchestra (Jarosław Śmietana)
- Janusz Szrom – wokalista
- Tomasz Szukalski – saksofonista tenorowy (Polish Jazz Stars)
- Krzysztof Ścierański – gitarzysta basowy (Gitarowy Top i inne formacje)
- Jarek Śmietana – gitarzysta, kompozytor (Extra Ball, Septet, Sounds, Polish Jazz Stars i inne)
- Brad Terry – klarnecista
- José Torres – perkusista (Akumulatorres)
- Marek Walarowski – pianista
- Olo Walicki – kontrabasista (Namysłowski Quartet)
- Zbigniew Wegehaupt – kontrabasista
- Mirosław Wiśniewski – kontrabasista, gitarzysta basowy (Justyna Bacz, Bach Trio)
- Filip Wojciechowski – pianista, kompozytor
- Jan „Ptaszyn” Wróblewski – saksofonista tenorowy, saksofonista barytonowy, kompozytor, aranżer
- Andrzej Zaucha – wokalista
- Rolf Zielke – pianista, kompozytor (Adderley Memorial Band, Bill Ramsey i inne formacje)

## Nagrody i odznaczenia
W 2016 został odznaczony Brązowym Medalem „Zasłużony Kulturze Gloria Artis”.